# 米爾羅伊 (明尼蘇達州)
米爾羅伊（英語：Milroy）是一個位於美國明尼蘇達州雷德伍德縣的城市。

## 歷史
米爾羅伊於1902年成立，同年升格為城市，得名自南北战争上將羅伯特·H·米爾羅伊。米爾羅伊的郵局自1902年起營運至今。

## 人口
根據2020年美國人口普查的數據，米爾羅伊的面積為0.68平方千米，皆為陸地。當地共有人口259人，而人口密度為每平方千米381人。